# Viviennea gyrata
Viviennea gyrata är en fjärilsart som beskrevs av William Schaus 1920. Viviennea gyrata ingår i släktet Viviennea och familjen björnspinnare. Inga underarter finns listade i Catalogue of Life.